# 西灣河街

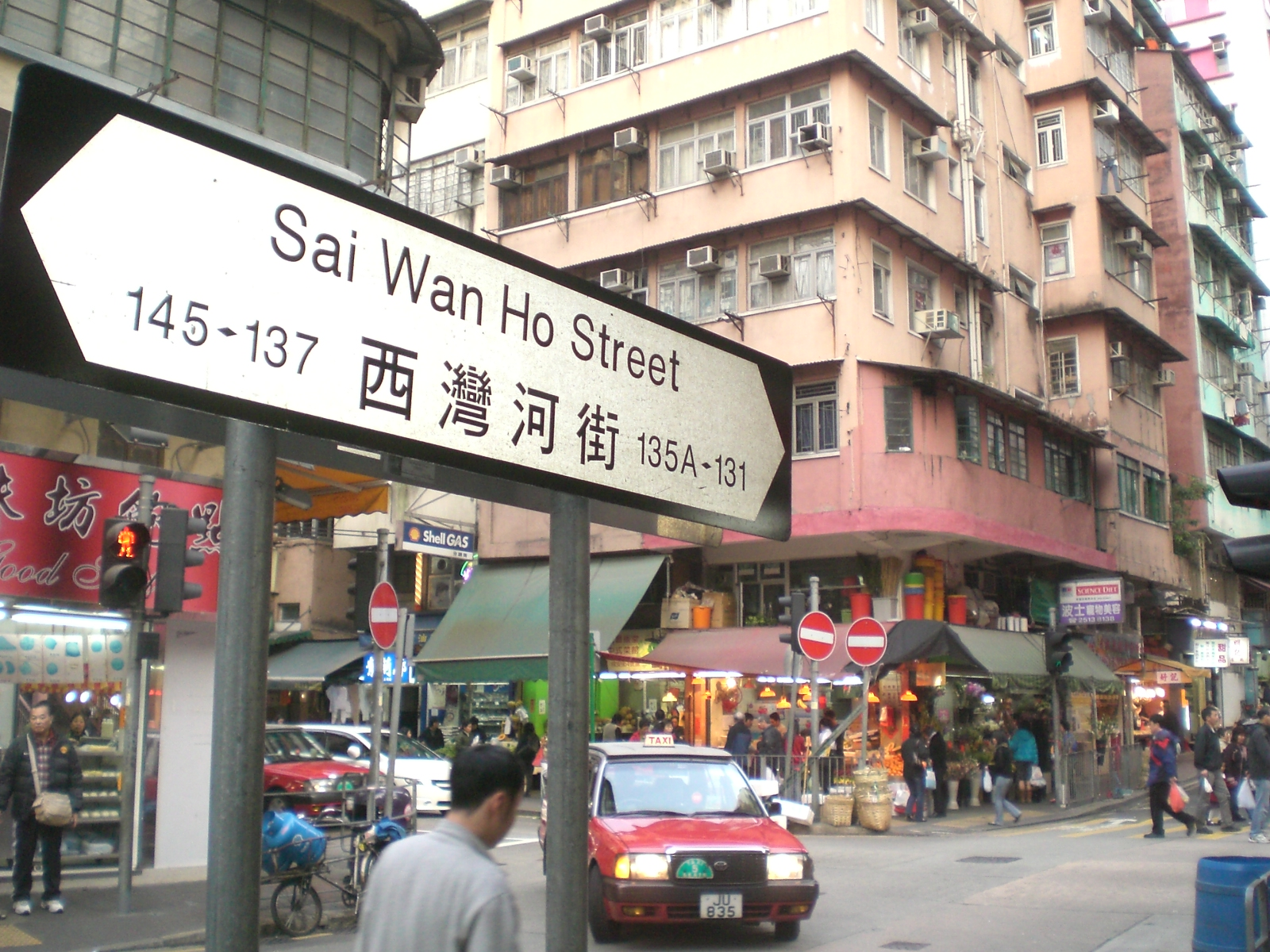
西灣河街近成安街

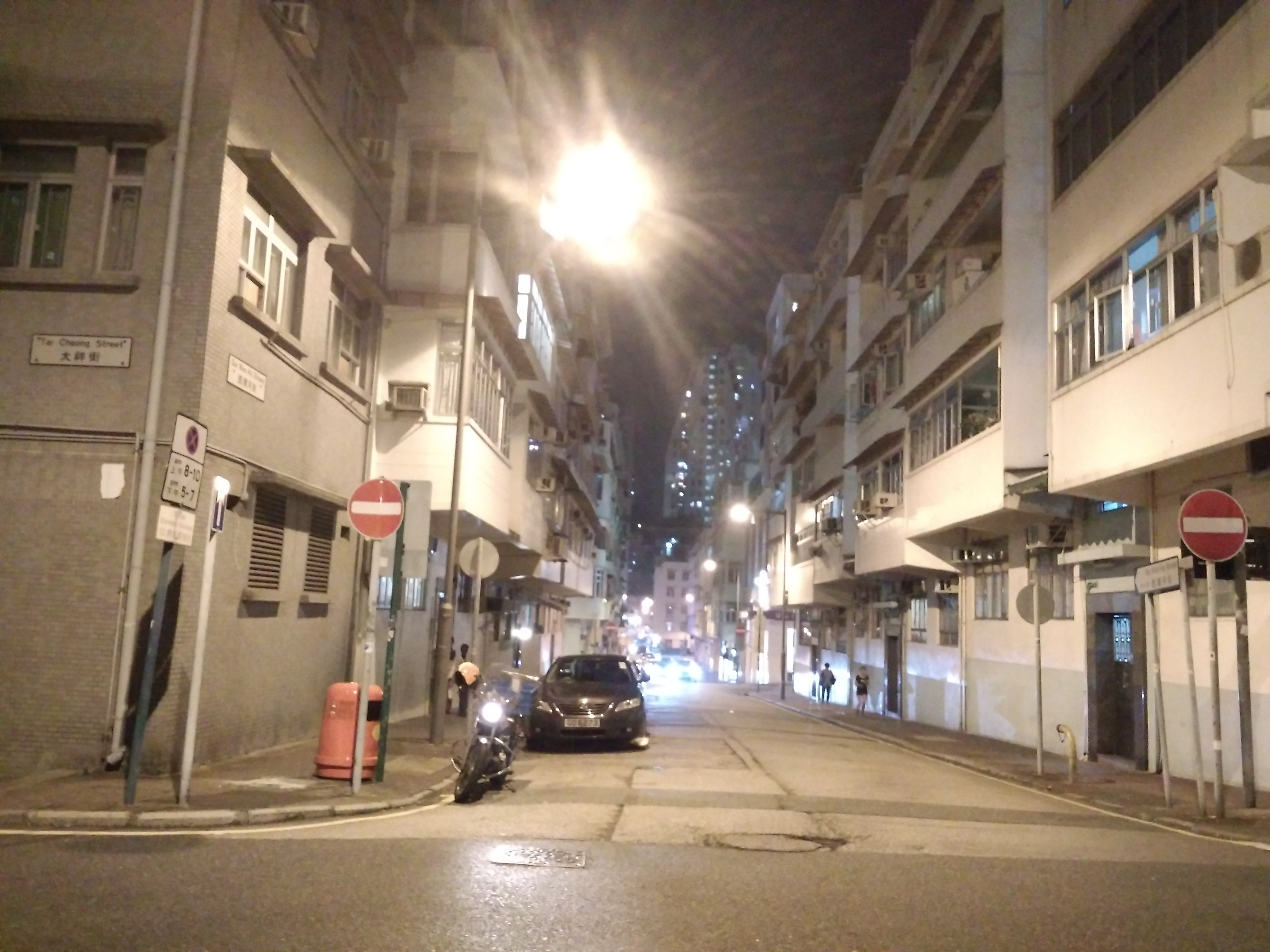
西灣河街西端

西灣河街（英語：Sai Wan Ho Street）是位於香港東區的一條街道。

## 沿途街道及著名建築物（由東至西）
- 新成街
- 海富街
- 海晏街
  - 香港中國婦女會丘佐榮學校
  - 中華基督教會基灣小學
- 海寧街
  - 東欣苑
- 聖十字徑
- 成安街
- 太寧街
- 太樂街
- 太富街
- 太祥街
  - 香港中國婦女會中學

## 其他
- 香港地鐵（現港鐵）港島綫西灣河站在規劃初期曾考慮設於西灣河街地底，但最終設在筲箕灣道地底。